# Glyphidops flavifrons
Glyphidops flavifrons is een vliegensoort uit de familie van de Neriidae. De wetenschappelijke naam van de soort is voor het eerst geldig gepubliceerd in 1886 door Bigot.